# Phyllorhachis
Phyllorhachis és un gènere monotípic de plantes de la família de les poàcies. La seva única espècie: Phyllorhachis sagittata, és originària de Sud-àfrica. Fou descrita per primer cop pel botànic anglès Henry Trimen (1843-1896).